# Oberea pictipes
Oberea pictipes är en skalbaggsart som beskrevs av Francis Polkinghorne Pascoe 1867. Oberea pictipes ingår i släktet Oberea och familjen långhorningar. Inga underarter finns listade i Catalogue of Life.